# Gudrun Hunecke

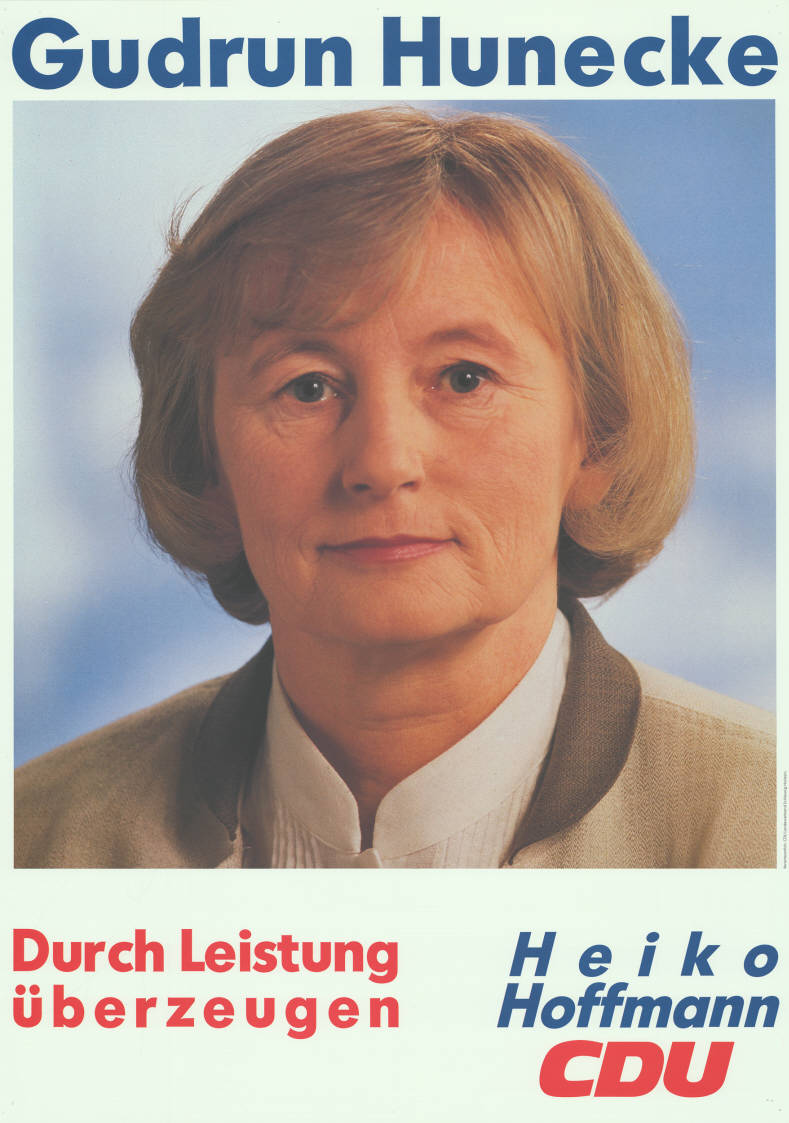
Kandidatenplakat zur Landtagswahl in Schleswig-Holstein 1988

Gudrun Hunecke (* 22. Juni 1939 in Graz als Gudrun Steckelies) ist eine deutsche Politikerin (CDU).

## Leben
Hunecke besuchte das städtische Mädchengymnasium Oberhausen und die staatliche Handels- und Wirtschaftsakademie Mülheim, wo sie den Abschluss als staatlich geprüfte Fremdsprachenkorrespondentin machte. Es folgten leitende Berufstätigkeiten bei der Ärztekammer Nordrhein-Westfalen, in Duisburg und beim Wirtschaftskonzern Düsseldorf.
Hunecke war bis 1997 Vorsitzende der CDU Rendsburg, stellvertretende Landesvorsitzende der CDU, zwölf Jahre lang Mitglied der Gemeindevertretung, Vorsitzende der Frauen-Union des Landes Schleswig-Holstein, Mitglied in diversen Fachausschüssen in Bund und Land und Mitglied in Kultur- und Sozialverbänden. Von 1987 bis 2000 war sie Mitglied des Landtags von Schleswig-Holstein.